# Thrash’em All
Thrash’em All – wydawany w latach 1986–2008, najpierw jako kwartalnik, a potem jako miesięcznik i dwumiesięcznik, magazyn poświęcony szeroko pojętej muzyce heavymetalowej. Gazeta powstała początkowo jako zin z inicjatywy promotora i wydawcy fonograficznego Mariusza Kmiołka. Na łamach czasopisma publikowali m.in. Paweł Frelik, Jarosław Szubrycht oraz właściciel Pagan Records – Tomasz Krajewski.
Wydawcą gazety był sam Kmiołek, w ramach prowadzonych przez niego firm Carnage Records i Empire Records. Od 2001 roku wraz z pismem ukazywały się płyty wydawane przez wytwórnię muzyczną Empire Records. Były to nagrania m.in. takich wykonawców jak: Lost Soul, Vesania, Vader, Sammath Naur, Crionics oraz Sceptic. W latach poprzednich okazjonalnie do Thrash’em All były dołączane kompilacje różnych wykonawców.